# ضرار بن عمرو
ضِرَارُ بنُ عَمْرٍو الكوفي (...- نحو 190 ه =...- نحو 805 م) وهو:
ضرار بن عمرو الغطفاني: قاض من كبار المعتزلة، طمع برياستهم في بلده، فلم يدركها.
فخالفهم، فكفروه وطردوه, وصنف نحو ثلاثين كتابا، بعضها في الرد عليهم وعلى الخوارج، وفيها ما هو مقالات خبيثة, وشهد عليه الإمام أحمد بن حنبل عند القاضي سعيد بن عبد الرحمن الجمحي فأفتى بضرب عنقه، فهرب، وقيل: إن يحيى بن خالد البرمكي أخفاه.
قال الجشمي: ومن عده من المعتزلة فقد أخطأ، لانا نتبرأ منه فهو من المجبرة.

## مؤلفاته
- كتاب الرد على جميع الملحدين.
- كتاب المخلوق.
- كتاب تناقض الحديث.
- كتاب الدعوة.
- كتاب الدلالة على حدث الأشياء.
- كتاب الرد على الملحدين.
- كتاب يحتوي على ثلاثة عشر كتابا في الرد على المشبهة.
- كتاب يحتوي على ستة كتب في الرد على الملحدين.
- كتاب يحتوي على عشرة كتب في الرد على أهل الملل.
- كتاب المساواة.
- كتاب الخرائط.
- كتاب إثبات الرسل.
- كتاب الرد على أرسطاليس في الجواهر والأعراض.
- كتاب الأربع مسايل على أهل الأهواء.
- كتاب الدولتين.
- كتاب التحريش والإغراء.
- كتاب إلى من بلغ من المسلمين.
- كتاب الجمعة.
- كتاب المعروف والشكر.
- كتاب تفسير القرآن.
- كتاب الرد على الزنادقة.
- كتاب الوعيد.
- كتاب العدو المصلح.
- كتاب الفكر في الله على الواقفة وهو خمس كتب.
- كتاب على المرجئة في الشفاعة.
- كتاب اختلاف الاجزاء.
- كتاب الرد على أصحاب الطبائع.
- كتاب الرد على النصارى.
- كتاب رسالة الصوفيين.
- كتاب اختلاف الناس وإثبات الحجة.
- كتاب الرد على الخوارج.
- كتاب القدر.
- كتاب الإرادة.
- كتاب التشبيه.
- كتاب المعونة في الخذلان.
- كتاب الأرزاق والملك والآجال والأطفال.
- كتاب المنقولين.
- كتاب الأخبار.
- كتاب الأسباب والعلم على النبوة.
- كتاب على الفضيلية والمحكمة في قولهم أن الناس على الدين وأن ظهر منهم غير الحق.
- كتاب على المرجئة في الأسماء.
- كتاب المنزلة بين المنزلتين.
- كتاب تأويل القرآن.
- كتاب الحكمين.
- كتاب آداب المتكلمين.
- كتاب على الأزارقة.والنجداد والمرجئة.
- كتاب الرد على الواقفة والجهمية والغيلانية.
- كتاب الرد على الرافضة والحشوية.
- كتاب الرد على من زعم أن الأنبياء اختلفت في صفة الله عز وجل.
- كتاب الإمامة.
- كتاب الوصية.
- كتاب الرد على المغيرية والمنصورية في قولها أن الأرض لا يخلو من نبي أبدا.
- كتاب الرد على الحشوية في قولها أن النبي إذا استغفر لإنسان غفر له.
- كتاب على من زعم أن النبي ترك من الدين شيئا وأنه كان يعلم الغيب.
- كتاب في أن الأسماء لا تقاس.[8]

## معتقداته
خالف ضرار بن عمرو المعتزلة في عدة معتقدات منها:
1. أن أعمال العباد مخلوقة وأن فعلا واحدا لفاعلين أحدهما خلقه وهو الله والآخر اكتسبه وهو العبد وأن الله عز وجل فاعل لأفعال العباد في الحقيقة وهم فاعلون لها في الحقيقة
2. حكى عنه أنه كان ينكر حرف ابن مسعود ويشهد أن الله سبحانه لم ينزله، وكذلك حرف أبي بن كعب
3. يزعم أن الله سبحانه يخلق حاسة سادسة يوم القيامة للمؤمنين يرون بها ماهية أي ما هو وقد تابعه على ذلك حفص الفرد وغيره.